# Mariusz Wasiak
Mariusz Jacek Wasiak – doktor habilitowany nauk technicznych, inżynier, profesor nadzwyczajny Politechniki Warszawskiej, nauczyciel akademicki Wyższej Szkoły Ekologii i Zarządzania w Warszawie, specjalista w zakresie modelowania procesów i systemów transportowych, systemów i procesów logistycznych.

## Życiorys
W 2001 ukończył na Politechnice Warszawskiej studia na kierunku transport. Na tej samej uczelni na Wydziale Transportu na podstawie napisanej pod kierunkiem Marianny Jacyny rozprawy pt. Metoda wielokryterialnej oceny obsługi logistycznej rejonu w wieloszczeblowym systemie dystrybucji otrzymał w 2004 stopień naukowy doktora nauk technicznych dyscyplina transport. W 2012 na tym samym wydziale na podstawie dorobku naukowego oraz rozprawy pt. Modelowanie przepływu ładunków w zastosowaniu do wyznaczania potencjału systemów logistycznych uzyskał stopień doktora habilitowanego nauk technicznych w dyscyplinie transport.
Został profesorem nadzwyczajnym w Zakładzie Inżynierii Systemów Transportowych i Logistyki Wydziału Transportu Politechniki Warszawskiej oraz nauczycielem akademickim Wyższej Szkoły Ekologii i Zarządzania w Warszawie.